# Chiesa cattolica nella Repubblica Dominicana

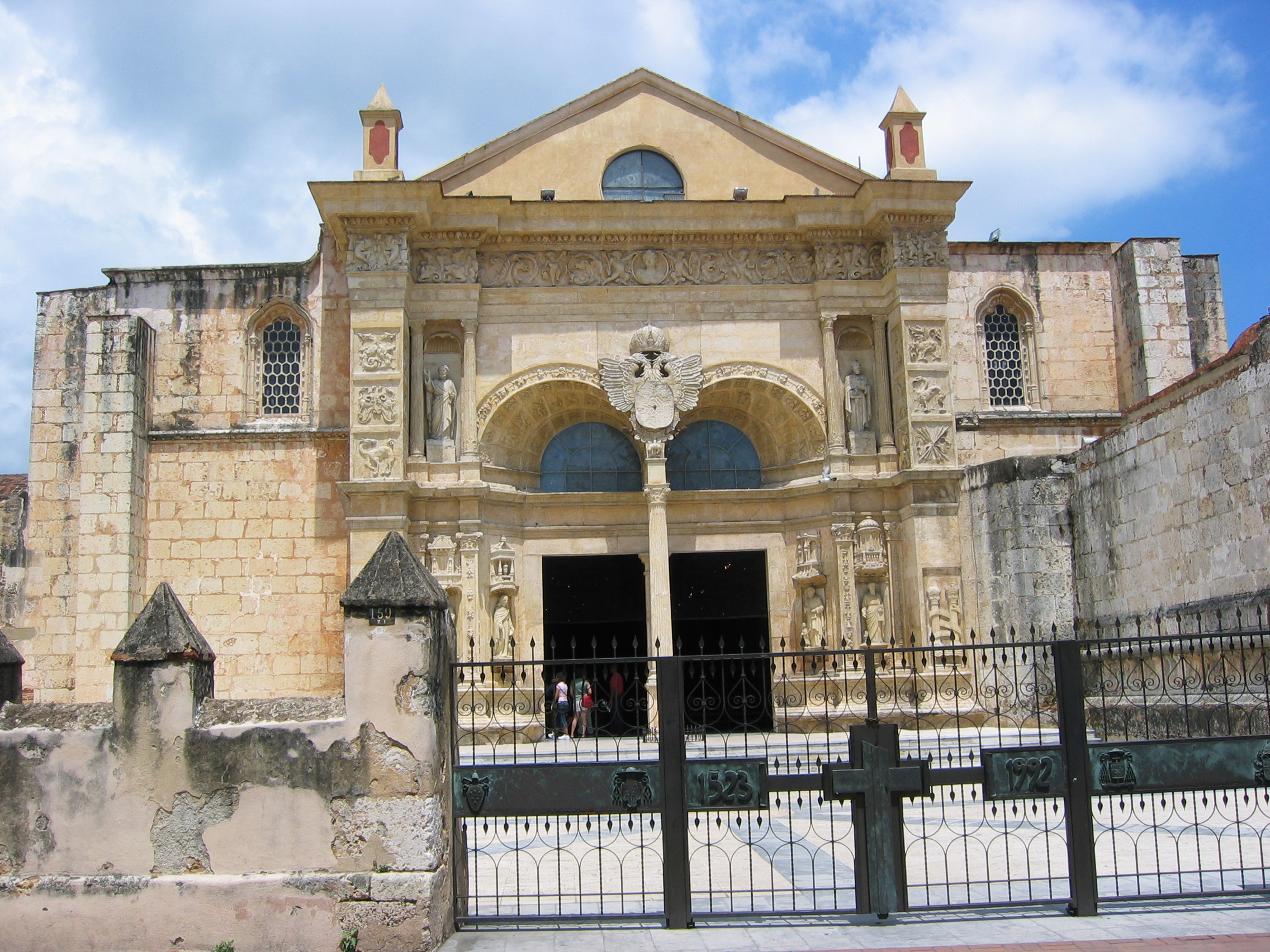
La cattedrale di Santo Domingo

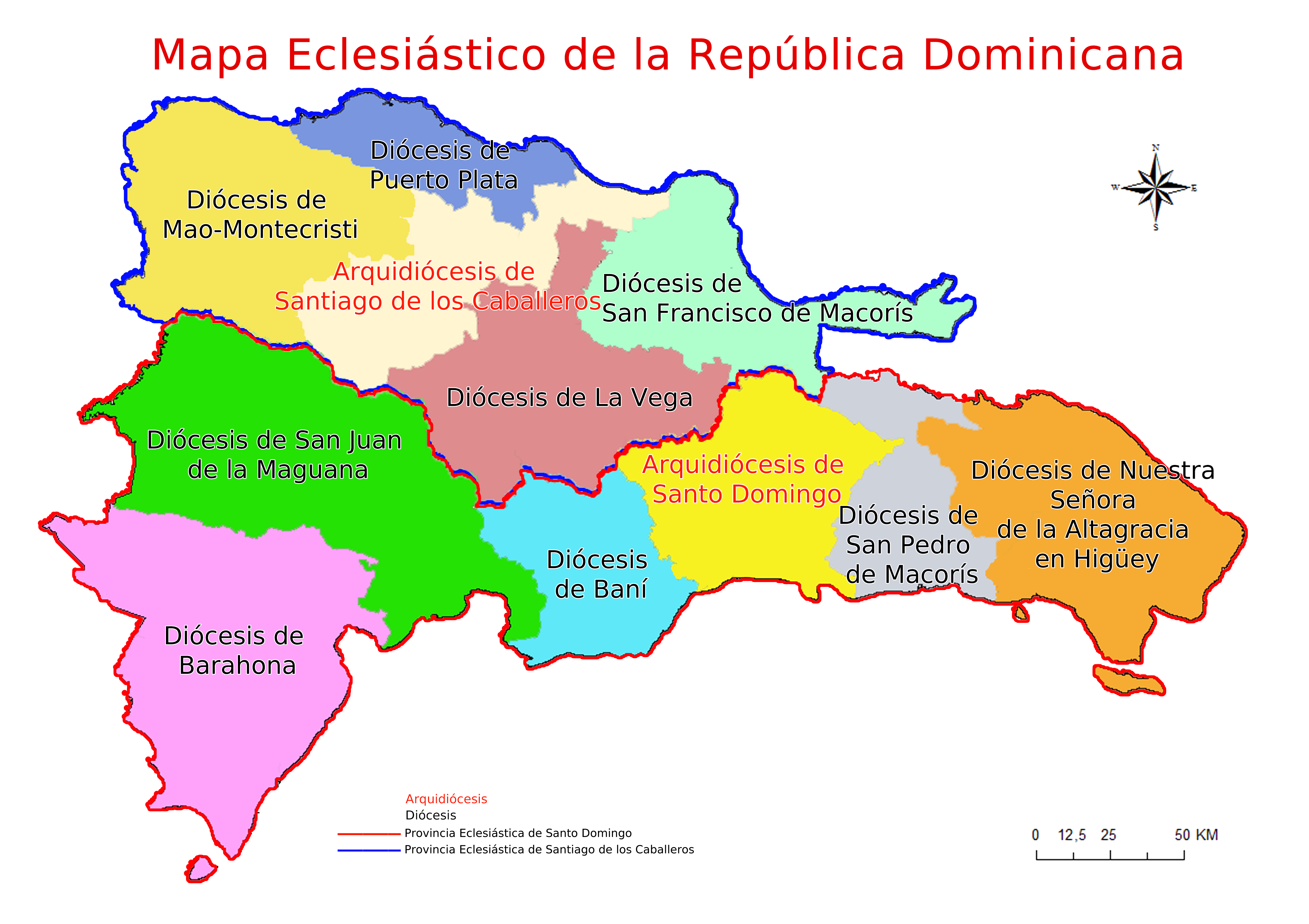
Mappa delle diocesi cattoliche della Repubblica Dominicana.

La Chiesa cattolica nella Repubblica Dominicana è parte della Chiesa cattolica universale in comunione con il vescovo di Roma, il papa.

## Storia
La storia del cattolicesimo a Santo Domingo coincide in gran parte con quello dell'arcidiocesi di Santo Domingo che fu eretta nel 1511 come una delle prime tre diocesi erette nel continente americano (una delle altre due era la diocesi di La Vega o di Concepcion, che fu annessa a Santo Domingo nel 1527). Inizialmente fu suffraganea dell'arcidiocesi di Siviglia finché nel 1546 divenne sede arcivescovile formando una provincia ecclesiastica (con alcune diocesi suffraganee) che comprendeva anche Porto Rico, Cuba, Venezuela, Colombia, Honduras e le Antille.
Nel 1803 le diocesi suffraganee passarono all'arcidiocesi di Santiago di Cuba e all'arcidiocesi di Caracas (fino ad allora anch'esse sue suffraganee) per l'occupazione francese del territorio dell'arcidiocesi di Santo Domingo (che all'epoca comprendeva tutta l'isola di Hispaniola), ma questa tornò ad essere sede metropolitana nel 1816 con una sola diocesi suffraganea, l'attuale arcidiocesi di San Juan (Porto Rico), rimasta tale fino al 1903. Il 3 ottobre 1861 l'arcidiocesi ha ceduto porzioni del suo territorio a vantaggio dell'erezione delle diocesi haitiane, che formarono una nuova provincia ecclesiastica con sede metropolitana a Port-au-Prince.
L'arcidiocesi di Santo Domingo rimase l'unica della repubblica Dominicana fino al 1953 quando vennero erette nuove diocesi, tra cui l'attuale arcidiocesi di Santiago de los Caballeros a capo dal 1994 della seconda provincia ecclesiastica dello Stato.

## Organizzazione ecclesiastica
La Chiesa cattolica è presente nel Paese con 2 sedi metropolitane, 9 diocesi suffraganee e 1 ordinariato militare:
- Arcidiocesi di Santo Domingo
  - Diocesi di Baní
  - Diocesi di Barahona
  - Diocesi di Nuestra Señora de la Altagracia en Higüey
  - Diocesi di San Juan de la Maguana
  - Diocesi di San Pedro de Macorís
- Arcidiocesi di Santiago de los Caballeros
  - Diocesi di La Vega
  - Diocesi di Mao-Monte Cristi
  - Diocesi di Puerto Plata
  - Diocesi di San Francisco de Macorís
- Ordinariato militare nella Repubblica Dominicana.

## Nunziatura apostolica
La delegazione apostolica di Santo Domingo è istituita nel XIX secolo; nel 1930 diventa nunziatura apostolica e nel 1932 assume il nome di nunziatura apostolica nella Repubblica Dominicana. Il nunzio ricopre anche l'incarico di delegato apostolico a Porto Rico.

### Delegati apostolici
- Rocco Cocchia, O.F.M.Cap., arcivescovo titolare di Oropo e di Sirace (28 luglio 1874 - 9 agosto 1883 nominato arcivescovo di Otranto)
- Bernardino di Milia, O.F.M.Cap., vescovo titolare di Tabraca (13 maggio 1884 - 4 giugno 1891 nominato vescovo di Larino)
- Spiridion-Salvatore-Costantino Buhadgiar, O.F.M.Cap., vescovo titolare di Ruspe (8 gennaio 1891 - 10 agosto 1891 deceduto)
- Giulio Tonti, vescovo titolare di Samo (10 agosto 1892 - 24 febbraio 1893 nominato amministratore apostolico di Port-au-Prince)

### Nunzi apostolici
- Giuseppe Fietta, arcivescovo titolare di Sardica (23 settembre 1930 - 12 agosto 1936 nominato nunzio apostolico in Argentina)
- Maurilio Silvani, arcivescovo titolare di Lepanto (24 luglio 1936 - 23 maggio 1942 nominato nunzio apostolico in Cile)
- Alfredo Pacini, arcivescovo titolare di Germia (23 aprile 1946 - 23 aprile 1949 nominato nunzio apostolico in Uruguay)
- Francesco Lardone, arcivescovo titolare di Rizeo (21 maggio 1949 - 21 novembre 1953 nominato nunzio apostolico in Perù)
- Salvatore Siino, arcivescovo titolare di Perge (27 ottobre 1953 - 14 marzo 1959 nominato nunzio apostolico nelle Filippine)
- Lino Zanini, arcivescovo titolare di Adrianopoli di Emimonto (16 giugno 1959 - 1961 nominato officiale della Segreteria di Stato della Santa Sede)
- Emanuele Clarizio, arcivescovo titolare di Claudiopoli di Isauria (5 ottobre 1961 - 12 giugno 1967 nominato delegato apostolico in Canada)
- Antonio del Giudice, arcivescovo titolare di Gerapoli di Siria (19 agosto 1967 - 2 dicembre 1970 nominato nunzio apostolico in Venezuela)
- Luciano Storero, arcivescovo titolare di Tigimma (24 dicembre 1970 - 14 luglio 1973 nominato nunzio apostolico in India)
- Giovanni Gravelli, arcivescovo titolare di Suas (12 luglio 1973 - 11 dicembre 1981 deceduto)
- Blasco Francisco Collaço, arcivescovo titolare di Ottava (26 luglio 1982 - 28 febbraio 1991 nominato pro-nunzio apostolico in Madagascar)
- Fortunato Baldelli, arcivescovo titolare di Bevagna (20 aprile 1991 - 23 aprile 1994 nominato nunzio apostolico in Perù)
- François Robert Bacqué, arcivescovo titolare di Gradisca (7 giugno 1994 - 27 febbraio 2001 nominato nunzio apostolico nei Paesi Bassi)
- Timothy Paul Andrew Broglio, arcivescovo titolare di Amiterno (27 febbraio 2001 - 19 novembre 2007 nominato ordinario militare per gli Stati Uniti d'America)
- Józef Wesołowski, arcivescovo titolare di Slebte (24 gennaio 2008 - 21 agosto 2013 dimesso)
- Jude Thaddeus Okolo, arcivescovo titolare di Novica (7 ottobre 2013 - 13 maggio 2017 nominato nunzio apostolico in Irlanda)
- Ghaleb Moussa Abdalla Bader, arcivescovo titolare di Matara di Numidia (24 agosto 2017 - 15 febbraio 2023 ritirato)
- Piergiorgio Bertoldi, arcivescovo titolare di Spello, dal 18 maggio 2023

## Conferenza episcopale

Stemma della Conferenza dell'episcopato dominicano.

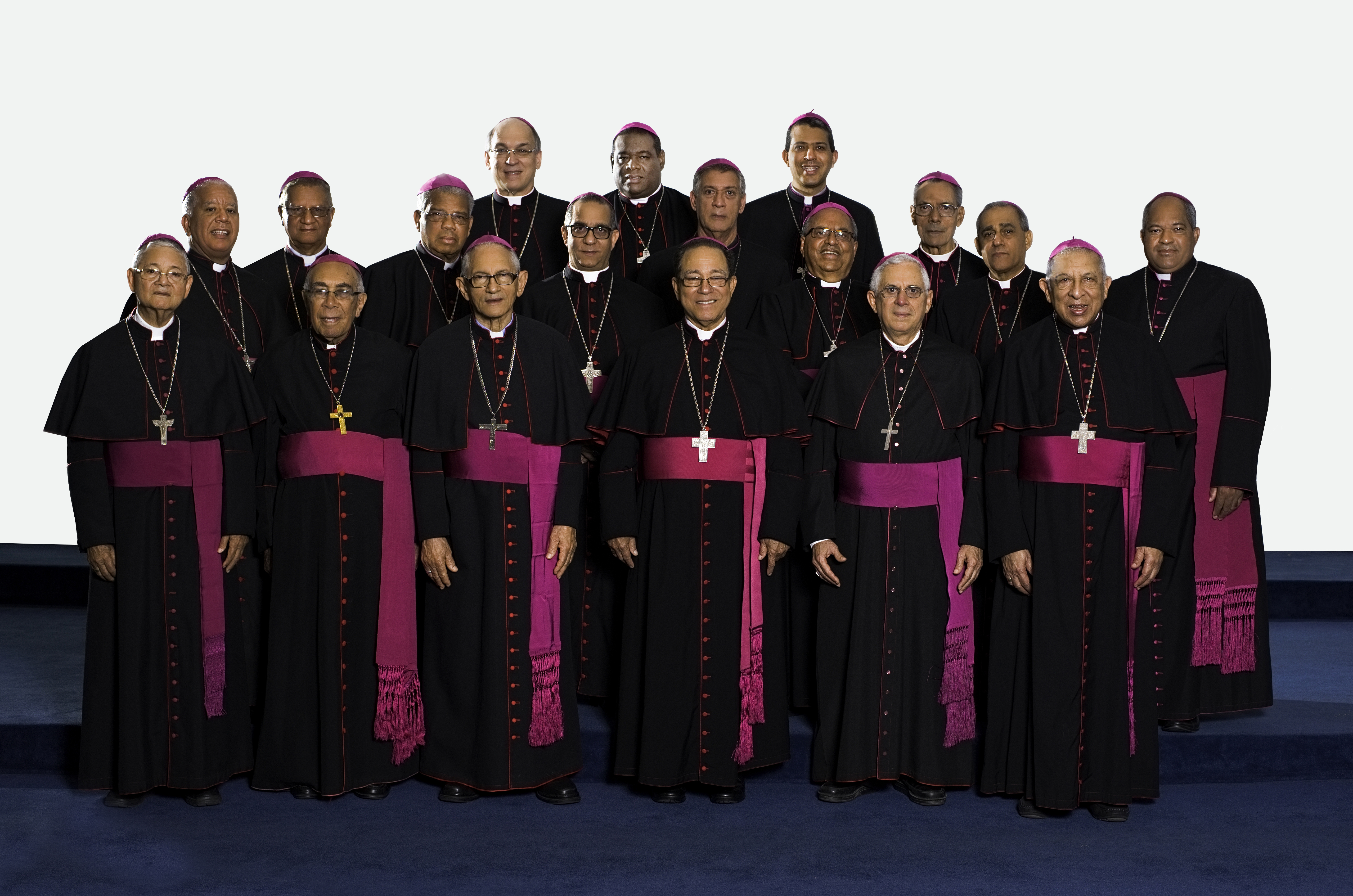
Foto di gruppo dei vescovi della Repubblica Dominicana nel 2017.

L'episcopato dominicano costituisce la Conferenza dell'Episcopato dominicano (Conferencia del Episcopado Dominicano, CED). Nel 1954 nasce la prima Comisión Episcopal Nacional de la Republica Dominicana, che assume ufficialmente il nome attuale il 22 settembre 1962, quando la Santa Sede approva gli statuti presentati. Nel 1963 si riunisce la prima assemblea plenaria del CED e nel 1966 si creano le commissioni episcopali.
I principali organismi di cui si compone sono: l'assemblea plenaria, il consiglio permanente, la segreteria generale, 16 commissioni ed un tribunale ecclesiastico nazionale.
La CED è membro del Consejo Episcopal Latinoamericano (CELAM).
Elenco dei Presidenti della Conferenza episcopale:
- Ricardo Pittini, arcivescovo di Santo Domingo (1958 - 10 dicembre 1961)
- Octavio Antonio Beras Rojas, arcivescovo di Santo Domingo (1961 - 1979)
- Juan Antonio Flores Santana, arcivescovo di Santiago de los Caballeros (1979 - 1981)
- Hugo Eduardo Polanco Brito, vescovo di Nuestra Señora de la Altagracia en Higüey (1981 - 1984)
- Nicolás de Jesús López Rodríguez, arcivescovo di Santo Domingo (1984 - 2002)
- Ramón Benito de la Rosa y Carpio, vescovo di Nuestra Señora de la Altagracia en Higüey e arcivescovo di Santiago de los Caballeros (2002 - 2009)
- Nicolás de Jesús López Rodríguez, arcivescovo di Santo Domingo (2009 - 4 luglio 2014)
- Gregorio Nicanor Peña Rodríguez, vescovo di Nuestra Señora de la Altagracia en Higüey (4 luglio 2014 - 7 luglio 2017)
- Diómedes Antonio Espinal de León, vescovo di Mao-Monte Cristi (7 luglio 2017 - 1º luglio 2020)
- Freddy Antonio de Jesús Bretón Martínez, arcivescovo di Santiago de los Caballeros (1º luglio 2020 - 4 luglio 2023)
- Héctor Rafael Rodríguez Rodríguez, M.S.C., vescovo di La Vega, dal 4 luglio 2023

Elenco dei Vicepresidenti della Conferenza episcopale:
- José Dolores Grullón Estrella, vescovo di San Juan de la Maguana (? - 7 luglio 2017)
- Héctor Rafael Rodríguez Rodríguez, M.S.C., vescovo di La Vega (1º luglio 2020 - 4 luglio 2023)
- Jesús Castro Marte, vescovo di Nuestra Señora de la Altagracia en Higüey, dal 4 luglio 2023

Elenco dei Segretari generali della Conferenza episcopale:
- Presbitero Carmelo Santana Jerez (2008 - 7 luglio 2017)
- Ramón Benito Ángeles Fernández, vescovo ausiliare di Santo Domingo (7 luglio 2017 - 1º luglio 2020)
- Faustino Burgos Brisman, C.M., vescovo ausiliare di Santo Domingo e vescovo di Baní, dal 1º luglio 2020